# Giang Sung
Giang Sung (江充), tự Thứ Sai (次倩), là đại thần thời nhà Hán trong lịch sử Trung Quốc.
Nguyên danh tên của ông là Giang Tề (江齐), sinh sống ở nước Triệu, lúc bấy giờ nước Triệu do người anh của Hán Vũ Đế là Lưu Bành Tổ (tức là Kính Túc vương nước Triệu) cai quản. Ông vốn thông thạo y thuật, còn người em gái thì làm nghề ca vũ, phải lòng thái tử nước Triệu là Lưu Đan, nhưng bản thân ông lại gây hiềm khích với thái tử nên bị ghét bỏ phải chạy trốn đến Trường An. Sau đó ông được cử đi sứ Hung Nô, được phong lên chức Thủy Hành đô úy. Được sự tin tưởng của Vũ Đế, Giang Sung bày cách hãm hại thái tử Lưu Đan, tố cáo Lưu Đan dâm loạn. Cuối cùng Vũ Đế ép Triệu vương phế Lưu Đan và tống giam vào ngục.
Về già, Hán Vũ Đế trở nên thiếu sáng suốt, do đó Giang Sung thừa cơ hội tung hoành khắp triều đình. Do có mâu thuẫn với hoàng thái tử Lưu Cứ, ông bèn lập mục tiêu hạ bệ thái tử. Ông nói với Vũ Đế rằng trong cung có cổ khí, Vũ Đế tin theo cho điều tra, kết quả Giang Sung thừa cơ hội đó ra sức vu cáo hoàng thất kể cả những người không có hiềm khích gì với ông để tỏ quyền uy. Ông vào cung hoàng hậu và thái tử, rao lên là có cổ khí. Vậy mà Vũ Đế không điều tra kĩ lại tin theo. Thái tử Lưu Cứ vừa sợ vừa giận bèn quyết tâm làm binh biến để tiêu diệt Giang Sung. Lưu Cứ sai người giả mạo sứ vua đến chỗ của Giang Sung, ra lệnh bắt ông rồi kể tội ông giữa triều, đem giết chết. Tuy nhiên vì việc này mà thái tử cũng bị liên lụy, cuối cùng cũng bị ép tự tử.
Mãi về sau, Hán Vũ Đế mới nhận ra việc này là mưu của Giang Sung, bèn giết cả nhà ông.